# Halfway (Missouri)
Halfway és una població dels Estats Units a l'estat de Missouri. Segons el cens del 2000 tenia 176 habitants.

## Demografia
Segons el cens del 2000, Halfway tenia 176 habitants, 67 habitatges, i 46 famílies. La densitat de població era de 31,8 habitants per km².
Dels 67 habitatges en un 29,9% hi vivien nens de menys de 18 anys, en un 58,2% hi vivien parelles casades, en un 10,4% dones solteres, i en un 29,9% no eren unitats familiars. En el 25,4% dels habitatges hi vivien persones soles el 10,4% de les quals corresponia a persones de 65 anys o més que vivien soles. El nombre mitjà de persones vivint en cada habitatge era de 2,63 i el nombre mitjà de persones que vivien en cada família era de 3,19.
Per edats la població es repartia de la següent manera: un 26,1% tenia menys de 18 anys, un 8,5% entre 18 i 24, un 34,7% entre 25 i 44, un 18,8% de 45 a 60 i un 11,9% 65 anys o més.
L'edat mediana era de 35 anys. Per cada 100 dones de 18 o més anys hi havia 97 homes.
La renda mediana per habitatge era de 32.813 $ i la renda mediana per família de 38.750 $. Els homes tenien una renda mediana de 18.250 $ mentre que les dones 17.969 $. La renda per capita de la població era de 14.551 $. Entorn del 12,5% de les famílies i el 20,5% de la població estaven per davall del llindar de pobresa.

## Poblacions més properes
El següent diagrama mostra les poblacions més properes.